# 柳村純一
柳村 純一（やなぎむら じゅんいち、1950年（昭和25年）10月16日 – ）は、日本の政治家。元岩手県滝沢村（現在の滝沢市）長（3期）。元滝沢村議会議員（3期）。

## 来歴
岩手県滝沢市出身。岩手県立盛岡工業高等学校卒。卒業後は京成電鉄に入社、京成電鉄時代には労働組合に入り、日本社会党に入党した。
その後帰郷し、1979年に滝沢村議会議員に日本社会党公認で立候補し、当選する。村議を3期12年務める。2回目と3回目の村議選ではいずれもトップ当選だった。同村農業委員を経て、1991年の滝沢村長選挙に立候補したが、落選した。2度目の挑戦となる1994年滝沢村長死去による村長選挙に立候補し、6人の争いを制して初当選する。村長を3期務め、村長時代は村の財政の赤字体質から脱却するための村職員の意識改革や行政改革に取り組んだ。村役場を会社にたとえ、「村長を”社長”、職員を”社員”」と呼ばせたり、課長補佐や係長を廃止し、職員による課長投票制を導入した。2006年には滝沢村は自治体では初めて「日本経営品質賞」を受章した。同年滝沢村長を退任。
2007年の岩手県知事選挙に立候補し、自民党の推薦を受けたが、元衆議院議員で民主党が推薦した達増拓也に敗れた。
2009年に兵庫県美方郡香美町に招かれ同町の副町長に就任した。翌2010年10月に「両親の介護」を理由に副町長を辞職した。
同年12月、福島県南相馬市長の桜井勝延（当時）が柳村を南相馬市の副市長にする人事案を市議会に提案したが、賛成11、反対12の1票差で否決された。
2014年の滝沢市長選挙に立候補したが現職の柳村典秀に敗れ落選した。

## 評伝
- 溝上憲文『「日本一の村」を超優良企業に変えた男』講談社、2007年